# 约翰·詹姆斯·奥斯本
约翰·詹姆斯·奥斯本（John James Osborne，1929年12月12日 - 1994年12月24日）是一位英国剧作家、编剧、演员和企业家。 他是風流劍客走天涯的編劇，並根據該電影斬獲奧斯卡最佳改編劇本獎和英国电影学院奖。  他還得過1964年托尼奖最佳话剧奖。他結過5次婚。他最終因糖尿病并发症去世。 